# Col de Joux Plane
Der Col de Joux Plane ist ein 1712 m
hoch gelegener Pass im französischen Département Haute-Savoie, über den ein Saumpfad führt. Die Departement-Straße D 354 verläuft nicht über den Pass, hat aber südlich davon in dessen Nähe ihren schwach ausgeprägten Scheitelpunkt auf einer Höhe von 1691 m (Lage).

## Lage
Der Pass liegt in der Gemeinde Verchaix. Ein Scheitelpunkt ist schwer auszumachen, es handelt sich um eine ebene Alm (plane = eben). Direkt nördlich des höchsten Punkts der Straße liegt der Lac du Col de Joux Plane, ein etwa 280 Meter langer flacher See mit einer großen Insel. Auf der Südseite eröffnet sich ein eindrucksvolles Panorama auf das 4810 m hohe Massiv des Mont Blanc. Höchster Berg in der näheren Umgebung ist der Pointe d’Angolon mit 2090 m (Lage).
Beim Col de Joux Plane gilt es zu unterscheiden zwischen dem Pass im orographisch-landschaftlichen und im verkehrsgeographischen Sinne (siehe dazu → Gebirgspass). So ist der Col de Joux Plane ein Bergsattel, der das Tal des Flüsschens La Valentine im Süden mit dem Tal des Dörfchens Le Grand Pré im Norden verbindet. Die D 354 führt nicht über diesen Pass, hat aber in dessen Nähe im Tal des La Valentine ihren Scheitelpunkt. Dieser wird auch „Col de Joux Plane“ genannt und ist mit einem Schild an der Straße und einer gerundeten Höhe von 1700 m ausgewiesen.
Nichtsdestotrotz verbindet die Straße die beiden Täler, allerdings nicht direkt über den Sattel Col de Joux Plane: Von Süden aus kommend verläuft die Straße zuerst im Tal des La Valentine hinauf bis zu ihrem Scheitelpunkt und bleibt danach noch etwa 1,5 km im selben Tal, bevor sie über einen Bergrücken ins nordwestlich gelegene Tal des Flüsschens l'Arpettaz (Talort Les Gets) gelangt und dort etwa 1,5 km auf fast gleicher Höhe verläuft. Dann geht es über den Col de Ranfolly (1656 m,Lage) ins nördliche Tal Richtung Morzine.

## Bedeutung für den Straßenverkehr
Der Pass hat eine vergleichsweise geringe Bedeutung für den überregionalen Straßenverkehr und wird zum großen Teil landwirtschaftlich und touristisch genutzt. In einem übergeordneten Maßstab verbindet die D 354 das Tal des Giffre (mit der Gemeinde Samoëns im Süden) mit dem Tal des Dranse de Morzine im Norden (mit dem Tourismuszentrum Morzine). Als Hauptstrecke führt die gut ausgebaute D 902 über den Sattel von Les Gets (1170 m).

## Tour de France
Die Tour de France überquerte im Jahr 1978 im Rahmen der 17. Etappe erstmals den Col de Joux Plane. Der Pass diente als Schlussanstieg zwischen Grenoble und Morzine und führte über die Südauffahrt von Samoëns. Auf der Kuppe wurde eine Bergwertung der 1. Kategorie abgenommen, die der Franzose Christian Seznec für sich entschied. Nach einjähriger Pause folgten weiter Befahrungen in den Jahren 1980, 1981, 1982, 1983 und 1984. Dabei führte die Tour de France führt jeweils über die Südseite und im Jahr 1981 wurde erstmals eine Bergwertung der hors catégorie auf der Passhöhe abgenommen. Ab Mitte der 80er stand der Col de Joux Plane seltener im Programm der Frankreich-Rundfahrt. Dafür wurde er von nun an stets als Anstieg der höchsten Kategorie klassifiziert.
Die bekannteste Begebenheit am Col de Joux Plane ereignete sich bei der Tour de France 2000 auf der 16. Etappe. Auf der knapp 200 Kilometer langen Etappe von Courchevel nach Morzine konnte der Gesamtführende Lance Armstrong den anderen Favoriten im Schlussanstieg nicht folgen und verlor innerhalb von wenigen Kilometern zwei Minuten. Der US-Amerikaner verteidigte zwar das Gelbe Trikot mit einem Vorsprung von fünfeinhalb Minuten auf den Deutschen Jan Ullrich, sprach im Nachhinein jedoch von „dem schlimmsten Tag, den er je auf seinem Rad hatte“. Im Jahr 2006 stellte der Col de Joux Plane den letzten Anstieg der 17. Etappe dar, auf der der US-Amerikaner Floyd Landis eine über 100 Kilometer lange Solo-Flucht absolvierte, mit der er sich zurück im Kampf um die Gelbe Trikot brachte. Floyd Landis gewann die Etappe in Morzine mit einem Vorsprung von fast sechs Minuten, lieferte im Anschluss jedoch einen positiven Dopingtest ab.
Zehn Jahre später wurde der Col de Joux Plane im Jahr 2016 erneut überquert. Wie bei allen anderen Austragungen stand auch diesem die Südauffahrt auf dem Programm, während die Nordseite erneut als Abfahrt diente. Bei der Tour de France 2023 erfolgte die insgesamt 13. Überfahrt im Rahmen der 14. Etappe. Der Pass bildete zum 12. Mal den Schlussanstieg der Etappe, ehe sie in Morzine zu Ende ging. Der spätere Tour-de-France-Sieger Jonas Vingegaard lieferte sich in den steilen Rampen der Südauffahrt ein packendes Duell mit Tadej Pogačar, ehe die beiden die Passhöhe gemeinsam überquerten.
2025 war die Überquerung des Col de Joux Plane erstmalig Bestandteil der Tour de France Femmes. Nach der Bergankunft auf dem Col de la Madeleine am Vortag  wurde er im Mittelteil der 9. und letzten Etappe überquert. Neben dem Col de la Madeleine war es einer von nur zwei Anstiegen der Ehrenkategorie der Rundfahrt. Erste an der Bergwertung war die Niederländerin Anna van der Breggen, die die Passhöhe als Solistin überquerte.
| Jahr | Etappe     | Bergwertung  | Erster am Gipfel    | Auffahrt      |
| ---- | ---------- | ------------ | ------------------- | ------------- |
| 1978 | 17. Etappe | 1. Kategorie | Christian Seznec    | Süd (Samoëns) |
| 1980 | 17. Etappe | 1. Kategorie | Mariano Martínez    | Süd (Samoëns) |
| 1981 | 18. Etappe | HC-Kategorie | Robert Alban        | Süd (Samoëns) |
| 1982 | 17. Etappe | 1. Kategorie | Peter Winnen        | Süd (Samoëns) |
| 1983 | 18. Etappe | 1. Kategorie | Jacques Michaud     | Süd (Samoëns) |
| 1984 | 19. Etappe | 1. Kategorie | Ángel Arroyo        | Süd (Samoëns) |
| 1987 | 22. Etappe | HC-Kategorie | Eduardo Chozas Olmo | Süd (Samoëns) |
| 1991 | 18. Etappe | HC-Kategorie | Thierry Claveyrolat | Süd (Samoëns) |
| 1997 | 15. Etappe | HC-Kategorie | Marco Pantani       | Süd (Samoëns) |
| 2000 | 16. Etappe | HC-Kategorie | Richard Virenque    | Süd (Samoëns) |
| 2006 | 17. Etappe | HC-Kategorie | Floyd Landis        | Süd (Samoëns) |
| 2016 | 20. Etappe | HC-Kategorie | Jarlinson Pantano   | Süd (Samoëns) |
| 2023 | 14. Etappe | HC-Kategorie | Jonas Vingegaard    | Süd (Samoëns) |

## Wintersport
Rund um die Passhöhe stehen im Winter insgesamt sieben kostenpflichtige Langlaufloipen mit einer Gesamtlänge von 30 km zur Verfügung. Da sich die Loipen auch im Bereich der Straße befinden, wird diese im Winter nicht geräumt und eine durchgängige Befahrung des Passes ist nicht möglich, nur die Zufahrt von der Südseite her ist offen. Über die Hänge nördlich des Passes erstreckt sich das Skigebiet von Morzine und Les Gets.